# Eviota hoesei
Eviota hoesei là một loài cá biển thuộc chi Eviota trong họ Cá bống trắng. Loài cá này được mô tả lần đầu tiên vào năm 2004.

## Từ nguyên
Loài cá này được đặt theo tên của nhà ngư học Douglass F. Hoese, người đã có những đóng góp quan trọng trong việc nghiên cứu các loài cá bống.

## Phạm vi phân bố và môi trường sống
E. hoesei được tìm thấy ở vùng biển Tây Nam Thái Bình Dương. Loài cá này được ghi nhận ở xung quanh đảo Lord Howe, rạn san hô Middleton và rạn san hô Elizabeth, và đảo Norfolk trên biển Tasman (thuộc Úc), cũng như ngoài khơi New Caledonia. Chúng được thu thập gần các rạn san hô và đá ngầm ở độ sâu khoảng 25 m trở lại.

## Mô tả
Chiều dài cơ thể tối đa được ghi nhận ở E. hoesei là 2,6 cm. Cơ thể có màu nâu lục hoặc nâu đỏ với hai đốm đen nổi bật trên gốc vây ngực và một đốm đen lớn trên cuống đuôi.
Số gai ở vây lưng: 7; Số tia vây ở vây lưng: 8 - 9; Số gai ở vây hậu môn: 1; Số tia vây ở vây hậu môn: 7 - 8.